# Bayers
Bayers is een plaats en voormalige gemeente in het Franse departement Charente in de regio Nouvelle-Aquitaine en telt 123 inwoners (2004). De plaats maakt deel uit van het arrondissement Confolens.

## Geschiedenis
Bayers is op 1 januari 2017 gefuseerd met de gemeenten Aunac en Chenommet tot de gemeente Aunac-sur-Charente. De voormalige gemeente kreeg aanvankelijk de status van commune déléguée tot deze op 1 januari 2025 werd opgeheven.

## Geografie
De oppervlakte van Bayers bedraagt 3,6 km², de bevolkingsdichtheid is 34,2 inwoners per km².
De onderstaande kaart toont de ligging van Bayers met de belangrijkste infrastructuur en aangrenzende gemeenten.

## Demografie
Onderstaande figuur toont het verloop van het inwonertal.
Vanwege een beveiligingsprobleem met de MediaWiki Graph-software is het momenteel niet mogelijk deze grafiek weer te geven. Zodra de software is bijgewerkt zal de grafiek vanzelf weer zichtbaar worden.
Aunac · Bayers · Chenommet · Moutonneau